# Johann Kaspar Ratz
Johann Kaspar Ratz (22. prosince 1786 Bezau – 7. července 1860 Bregenz) byl rakouský právník a politik německé národnosti z Vorarlberska, během revolučního roku 1848 poslanec Říšského sněmu.

## Biografie
Studoval v letech 1806–1808 filozofii a v letech 1808–1809 práva na Univerzitě v Innsbrucku a pak práva na Univerzitě v Landshutu. V letech 1811–1814 působil jako praktikant na zemském soudu v Bezau. Roku 1814 byl jmenován asesorem na městském soudu v Bregenzu. Od roku 1818 byl soudním adjunktem v Dornbirnu. V roce 1850 byl jmenován prezidentem vrchního zemského soudu ve Feldkirchu. Roku 1855 odešel do penze.
Během revolučního roku 1848 se zapojil do politického dění. Kandidoval do celoněmeckého Frankfurtského parlamentu. Ve volbách roku 1848 v červnu byl zvolen na rakouský ústavodárný Říšský sněm. Zastupoval volební obvod Bregenz ve Vorarlbersku. Uvádí se jako krajský soudce. Patřil ke sněmovní levici. Na sněmu se profiloval jako obhájce svébytnosti Vorarlberska. Docílil ale jen zřízení samostatného kraje v rámci Tyrolska.
Roku 1855 byl povýšen do šlechtického stavu.